# Friedrichsdorf (Witterda)

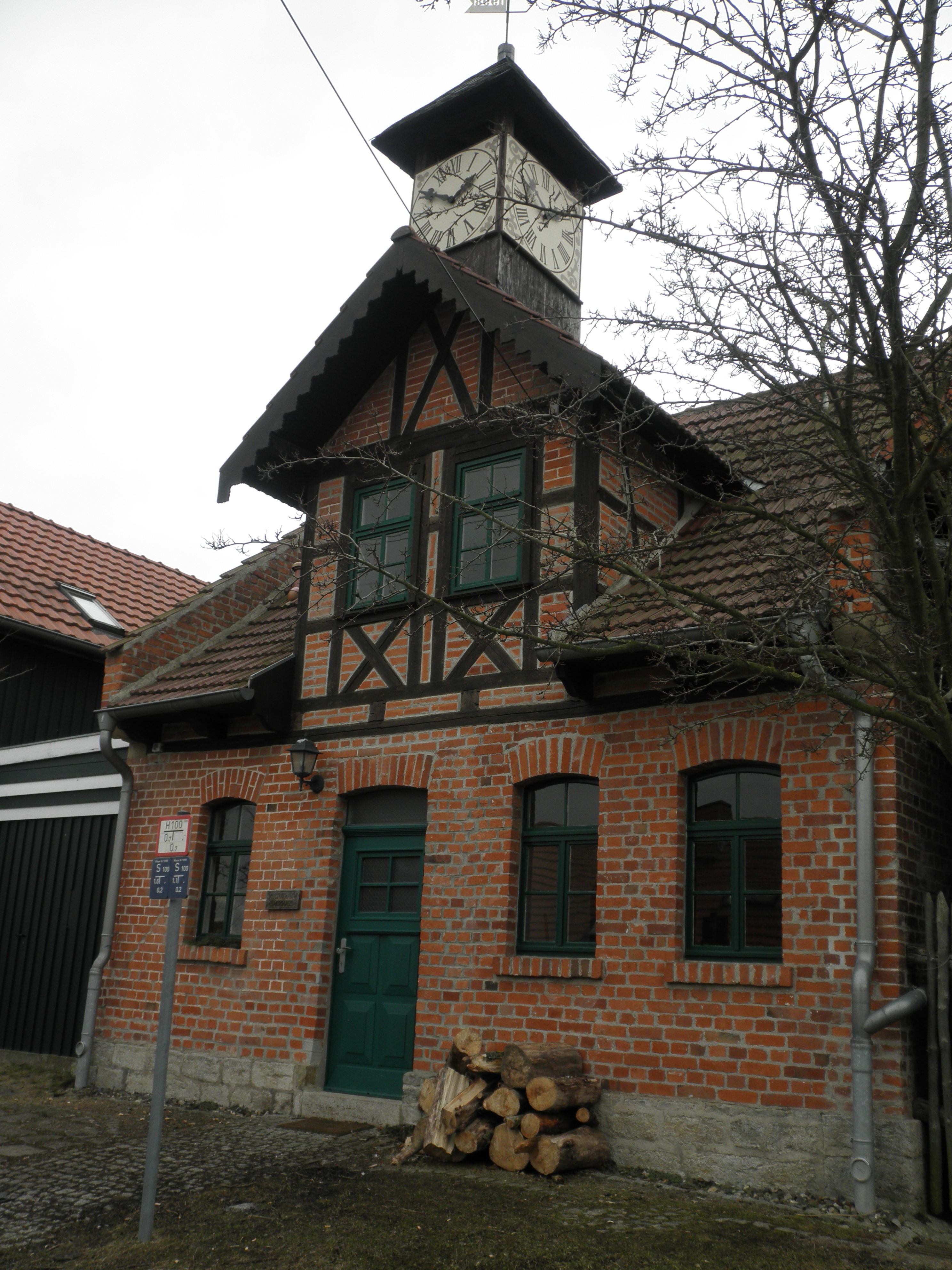
Früheres Backhaus in Friedrichsdorf

Friedrichsdorf ist ein Ortsteil von Witterda im Landkreis Sömmerda in Thüringen.

## Lage
Friedrichsdorf liegt an der Nordabdachung der Fahnerschen Höhen, südlich von Witterda an der Kreisstraße 20 nördlich von Schaderode und der Bundesautobahn 71 und am Rande des Thüringer Beckens.

## Geschichte
Der Ortsteil Friedrichsdorf wurde 1780 auf Anordnung des Mainzer Erzbischofs und Landesherren Friedrich Karl Joseph von Erthal durch den Landbauinspektor Neithardt von Gneisenau als kleine Kolonie gegründet. An gleicher Stelle hatte bereits eine urkundlich erwähnter Ort mit Namen Rasdorf oder Rosdorf bestanden, der um 1450 verschwunden ist. Wolfgang Kahl bestätigt mit seiner Analyse das Vorhandensein dieses Dorfes ab 822–842. Der Ort gehörte zum benachbarten Erfurter Küchendorf Witterda. 1802 kam er mit diesem zu Preußen und zwischen 1807 und 1813 zum französischen Fürstentum Erfurt. Mit dem Wiener Kongress kam der Ort wieder zu Preußen und wurde 1816 dem Landkreis Erfurt in der preußischen Provinz Sachsen angegliedert. Am 1. Juli 1950 kam Friedrichsdorf zu Witterda.